# Ben Alder
Ben Alder (język szkocki gaelicki Beinn Eallair) – szczyt we Wzgórzach Ben Alder, w Grampianach Centralnych. Leży w Szkocji, w regionie Highland, na zachód od jeziora Loch Ericht. Jest to najwyższy szczyt Wzgórz Ben Alder.